# Universidade do Colorado em Denver
A Universidade do Colorado em Denver (em inglês:  University of Colorado Denver (abreviado UCD ou UC Denver)) foi criada em 1912 em Denver, capital do estado de Colorado, nos Estados Unidos. É um dos quatro campi da Universidade do Colorado. A universidade consta das seguintes escolas e faculdades:
- College of Architecture and Planning
- College of Arts & Media
- Business School
- School of Education
- College of Engineering and Applied Science
- College of Liberal Arts and Sciences
- Graduate School of Public Affairs

A Universidade do Colorado em Denver é classificada como a 271ª pela Forbes (Top Colleges 2021).